# Arms and the Woman
Arms and the Woman er en amerikansk stumfilm fra 1916 af George Fitzmaurice.

## Medvirkende
- Mary Nash som Rozika
- Lumsden Hare som David Fravoe
- H. Cooper Cliffe som Halliday
- Robert Broderick som Marcus
- Rosalind Ivan.